# Zdeněk Miler
Pour les articles homonymes, voir Miler.
Zdeněk Miler (né le 21 février 1921 - mort le 30 novembre 2011) est un illustrateur et réalisateur de dessin animé tchèque rendu célèbre par sa petite taupe, en français Taupinette ou Taupek (Krtek ou Krteček).

## Biographie
Il est né à Kladno, une petite ville située à l’ouest de Prague dans ce qui était alors la Tchécoslovaquie. Il est devenu animateur de dessin animé partiellement à cause de l’occupation nazie. Il prit en effet part à des manifestations consécutives à la mort de Jan Opletal, un étudiant en médecine lui-même tué à la suite de manifestations contre l’occupation allemande en 1939. Ces manifestations entraînèrent la fermeture des universités et des collèges. Heureusement pour lui, Miler ne fut pas arrêté et se concentra sur ses études de graphisme.
Son goût pour le dessin remonte à son enfance et explique son entrée en 1936 à l’école nationale de graphisme à Prague. Il étudia ensuite à l'école des arts décoratifs de Prague (Uměleckoprůmyslová škola Praha). Il commença sa carrière dans les studio de l'entreprise Bat’a à Zlín en 1942. C’est là qu’il se spécialisa dans la réalisation de films d’animation. Après la Seconde Guerre mondiale, il changea d’employeur pour intégrer la société d’animation "Bratři v triku" où il commença comme dessinateur, puis devint auteur et enfin metteur en scène. Il prit finalement la tête de la société.
Miler est l’auteur d’environ soixante-dix films dont une cinquantaine mettent en scène son plus célèbre personnage : Taupek.